# (13567) Urabe
Pour les articles homonymes, voir Urabe.
(13567) Urabe est un astéroïde de la ceinture principale.

## Description
(13567) Urabe est un astéroïde de la ceinture principale. Il fut découvert le 16 novembre 1992 à Kitami par Kin Endate et Kazuro Watanabe. Il présente une orbite caractérisée par un demi-grand axe de 3,03 UA, une excentricité de 0,10 et une inclinaison de 11,1° par rapport à l'écliptique.

## Compléments